# Sanry-sur-Nied
Sanry-sur-Nied é uma comuna francesa na região administrativa de Grande Leste, no departamento de Mosela. Estende-se por uma área de 4,81 km². Em 2010 a comuna tinha 292 habitantes (densidade: 60,7 hab./km²).